# Halowe Mistrzostwa Europy w Lekkoatletyce 1974 – skok wzwyż kobiet
Skok wzwyż kobiet – jedna z konkurencji technicznych rozgrywanych podczas halowych lekkoatletycznych mistrzostw Europy w hali Scandinavium w Göteborgu. Rozegrano od razu finał 10 marca 1974. Zwyciężyła reprezentantka Niemieckiej Republiki Demokratycznej Rosemarie Witschas. Tytułu zdobytego na poprzednich mistrzostwach nie broniła Jordanka Błagoewa z Bułgarii.

## Rezultaty
Rozegrano od razu finał, w którym wzięło udział 14 zawodniczek.

Opracowano na podstawie materiału źródłowego.
| Miejsce | Zawodniczka        | Wynik |
| ------- | ------------------ | ----- |
| 1       | Rosemarie Witschas | 1,90  |
| 2       | Milada Karbanová   | 1,88  |
| 3       | Rita Kirst         | 1,88  |
| 4       | Cornelia Popescu   | 1,86  |
| 5       | Tamara Gałka       | 1,86  |
| 6       | Ellen Mundinger    | 1,83  |
| 7       | Ria Ahlers         | 1,83  |
| 8       | Ann-Ewa Karlsson   | 1,80  |
| 9       | Grith Ejstrup      | 1,80  |
| 10      | Virginia Ioan      | 1,80  |
| 11      | Sara Simeoni       | 1,75  |
| 11      | Mirjam van Laar    | 1,75  |
| 13      | Kari Hedenstad     | 1,75  |
| 14      | Annemieke Bouma    | 1,70  |